# 달월역
달월역(達月驛, Darwol station)은 경기도 시흥시 월곶동에 있는 수도권 전철 수인·분당선의 전철역이다. 1994년 9월 1일 수인선 송도역 - 한대앞역 구간 폐지와 함께 폐역되었으나, 2013년 11월 착공하여 2014년 10월 1일에 전철역으로 재개업하였다.

## 역명 유래
역이 소재한 월곶동은 지형이 달처럼 생긴 곶이므로 달곶, 달고지, 다리울, 달울, 달월 또는 월곶, 월곡이라 하였다. 역 인근에는 자연마을인 달월부락이 있다.

## 역사
- 1965년 5월 1일 : 무배치간이역으로 영업 개시
- 1988년 10월 25일 : 영업거리표 개정 (수원 기점 36.1km→35.5km)[2]
- 1994년 9월 1일 : 송도 - 한대앞 구간의 폐지와 함께 폐역[3]
- 2013년 11월 21일 : 전철역 착공[4]
- 2014년 12월 13일 : 전철역으로 재개업[5]
- 2014년 12월 27일 : 여객 열차 정차 재개
- 2015년 7월 20일 : 무배치간이역으로 지정됨[6]
- 2020년 5월 29일 : 철도거리표 개정에 따른 기점 및 거리 수정. (수원 기점 33.8km)
- 2020년 9월 12일 : 수원 - 오이도 구간 개통으로 분당선과 직결운행
- 2020년 9월 12일 : 수인분당선개통으로 역번호가 K259으로 변경

## 역 구조
2면 2선의 상대식 승강장을 갖추고 있다. 출구는 2개이다. 현재 스크린도어가 설치되어 있다.

### 배선도
달월역의 배선도는 다음과 같다.

### 승강장
| ↑ 오이도 |
| \| １    |
| 월곶 ↓   |

| 1 | ● 수도권 전철 수인·분당선 | 월곶 · 인천논현 · 인천 방면 |
| 2 | ● 수도권 전철 수인·분당선 | 오이도 · 수원 · 왕십리 방면 |

## 역주변
| 나가는 곳 | 방면     |
| --------- | -------- |
| 1         | 역주차장 |

## 이용객 변동
2014년 자료는 개통일인 2014년 12월 28일부터 12월 31일까지인 4일 기준으로 집계한 것이다. 수인선에서 이용객이 가장 적은 역이며, 전국적으로도 이용객이 거의 없는 역이다.
| 노선   | 노선 | 일평균 인원수 (명/일) | 일평균 인원수 (명/일) | 일평균 인원수 (명/일) | 일평균 인원수 (명/일) | 일평균 인원수 (명/일) | 일평균 인원수 (명/일) | 일평균 인원수 (명/일) | 일평균 인원수 (명/일) | 일평균 인원수 (명/일) | 일평균 인원수 (명/일) | 일평균 인원수 (명/일) | 일평균 인원수 (명/일) | 각주  |
| 노선   | 노선 | 2012년                | 2013년                | 2014년                | 2015년                | 2016년                | 2017년                | 2018년                | 2019년                | 2020년                | 2021년                | 2022년                | 2023년                | 각주  |
| ------ | ---- | --------------------- | --------------------- | --------------------- | --------------------- | --------------------- | --------------------- | --------------------- | --------------------- | --------------------- | --------------------- | --------------------- | --------------------- | ----- |
| 수인선 | 승차 | 미개통                | 미개통                | 89                    | 83                    | 107                   | 130                   | 105                   | 75                    | 66                    | 80                    | 93                    | 97                    | [ 7 ] |
| 수인선 | 하차 | 미개통                | 미개통                | 91                    | 68                    | 87                    | 101                   | 75                    | 56                    | 50                    | 59                    | 68                    | 68                    | [ 7 ] |

## 역 주변
- 신세계 프리미엄 아울렛 시흥점
  - 노브랜드 전문점 시흥아울렛점
  - 북스리브로 시흥점
- 시흥차량사업소(연결선 있음)

## 사진

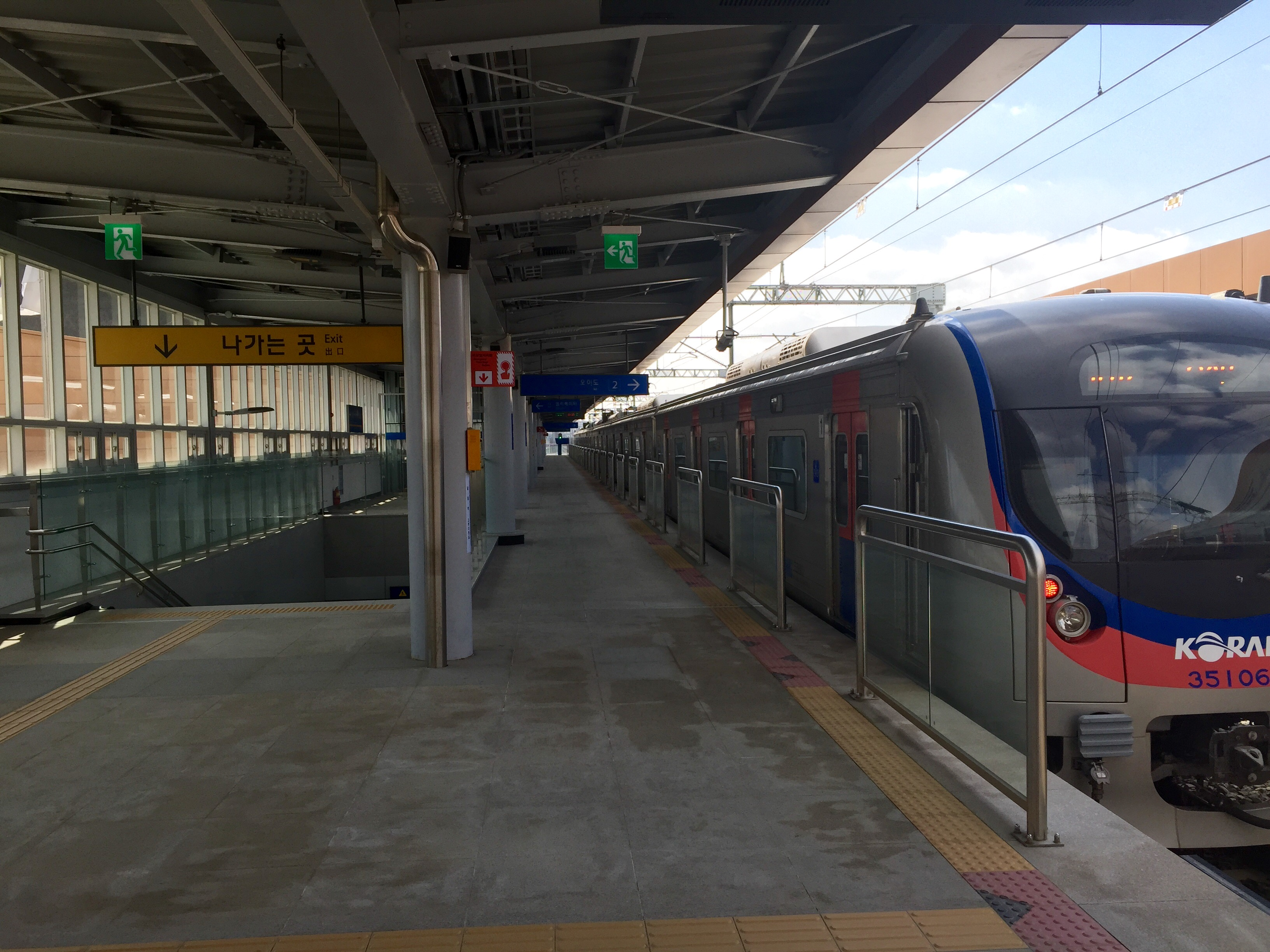
스크린도어 설치 전 승강장 (2015년 3월)
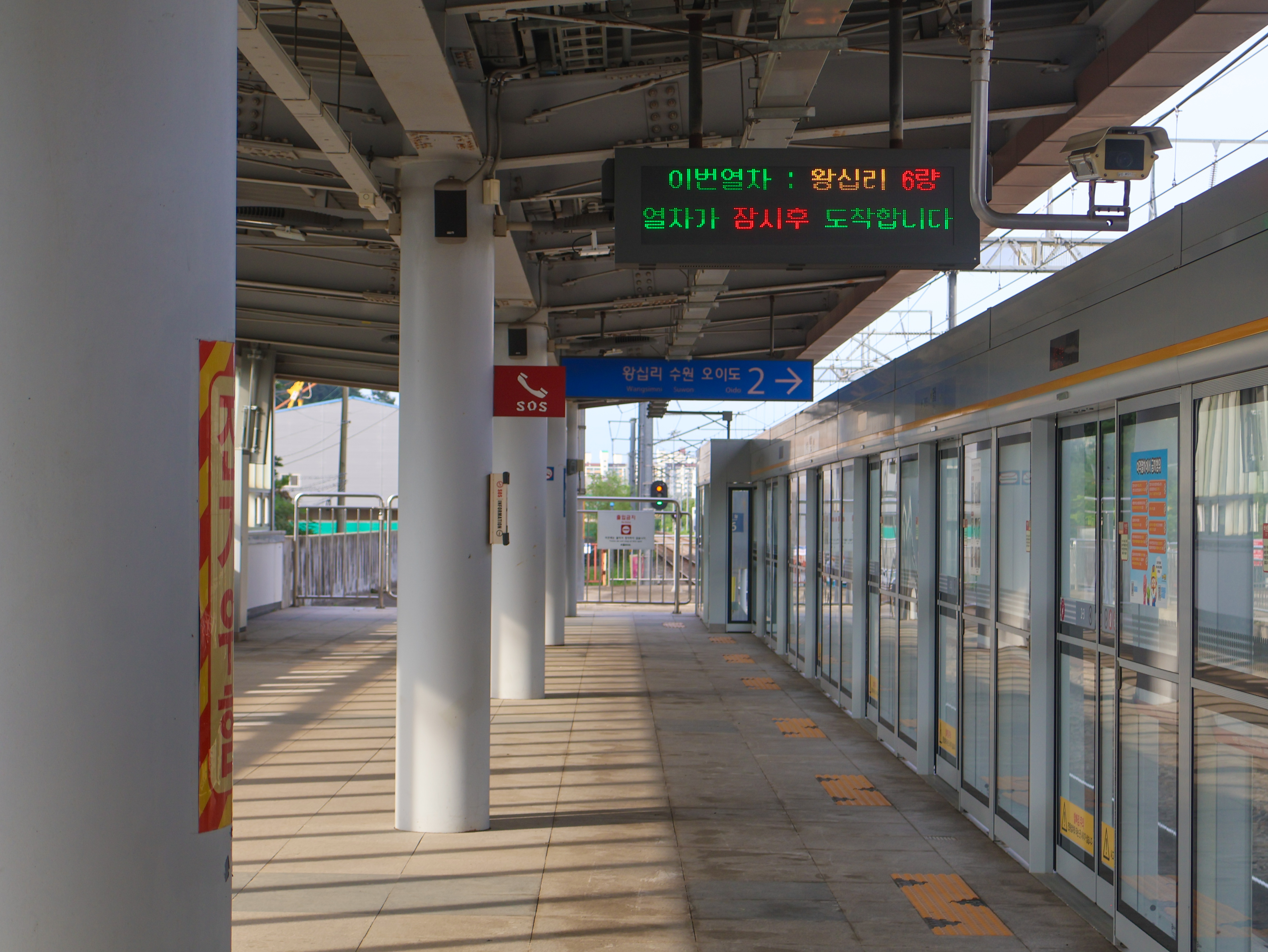
스크린도어 설치 후 승강장 (2024년 7월)
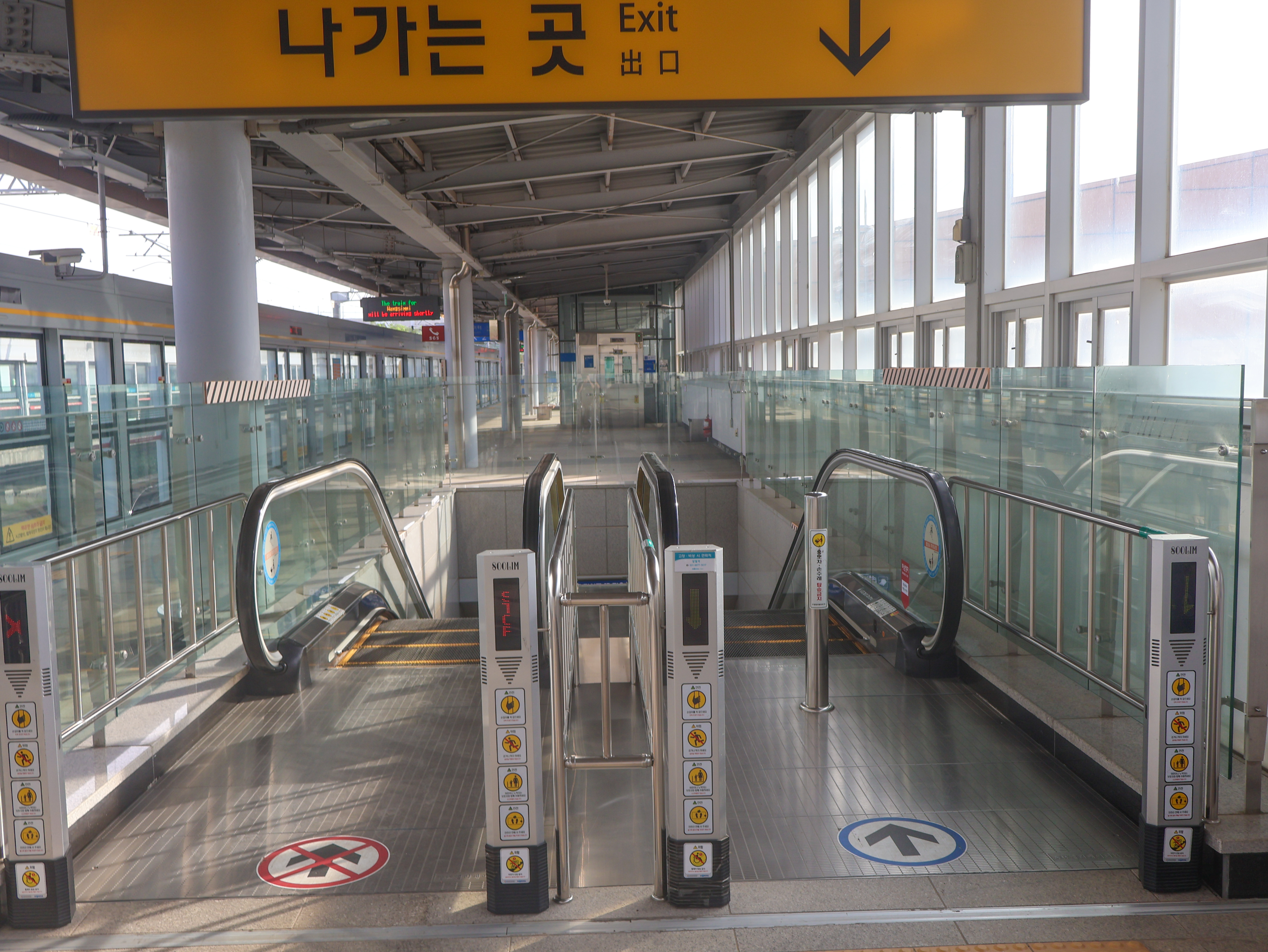
승강장 나가는 곳 (2024년 7월)
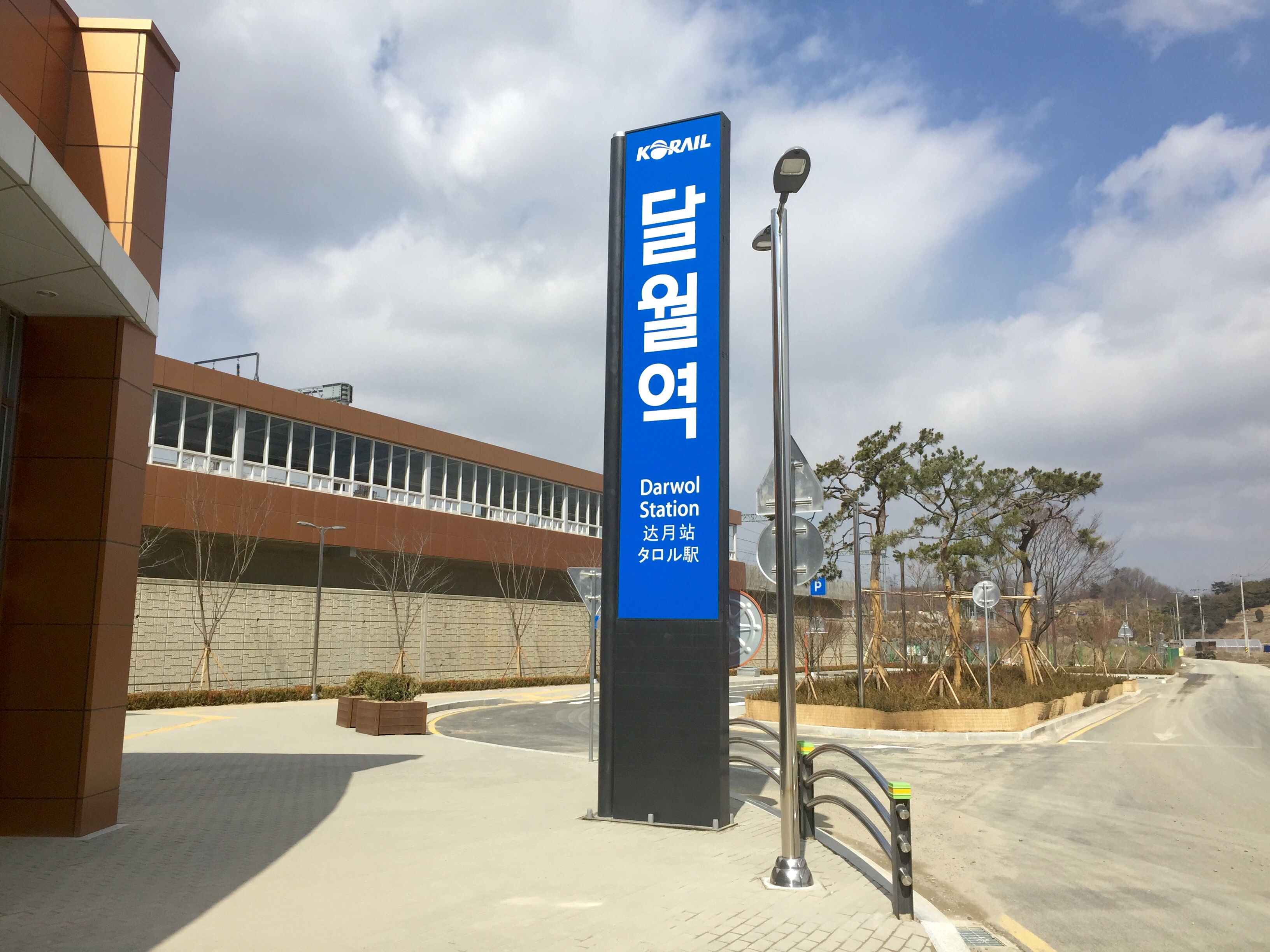
폴사인
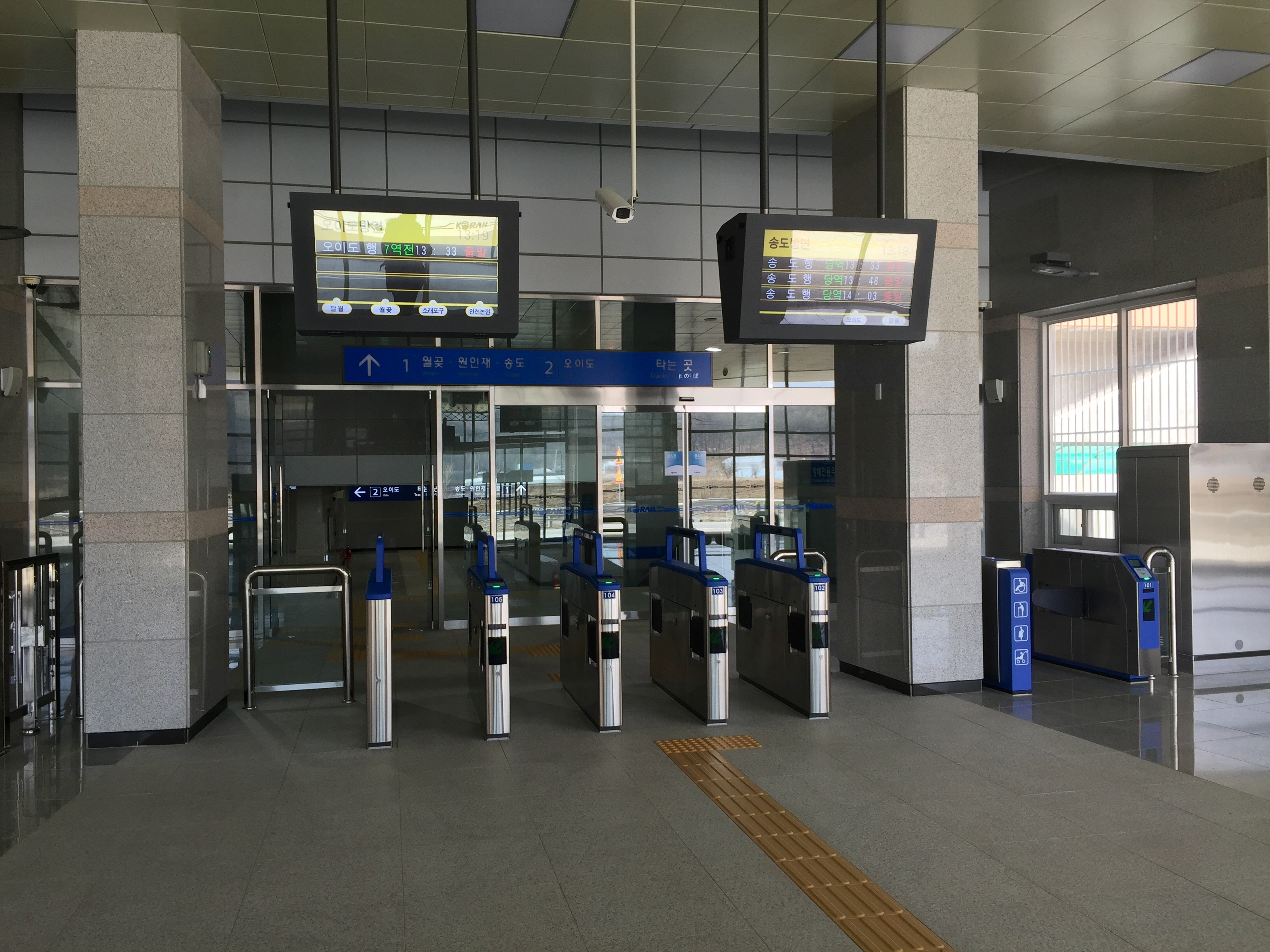
개찰구
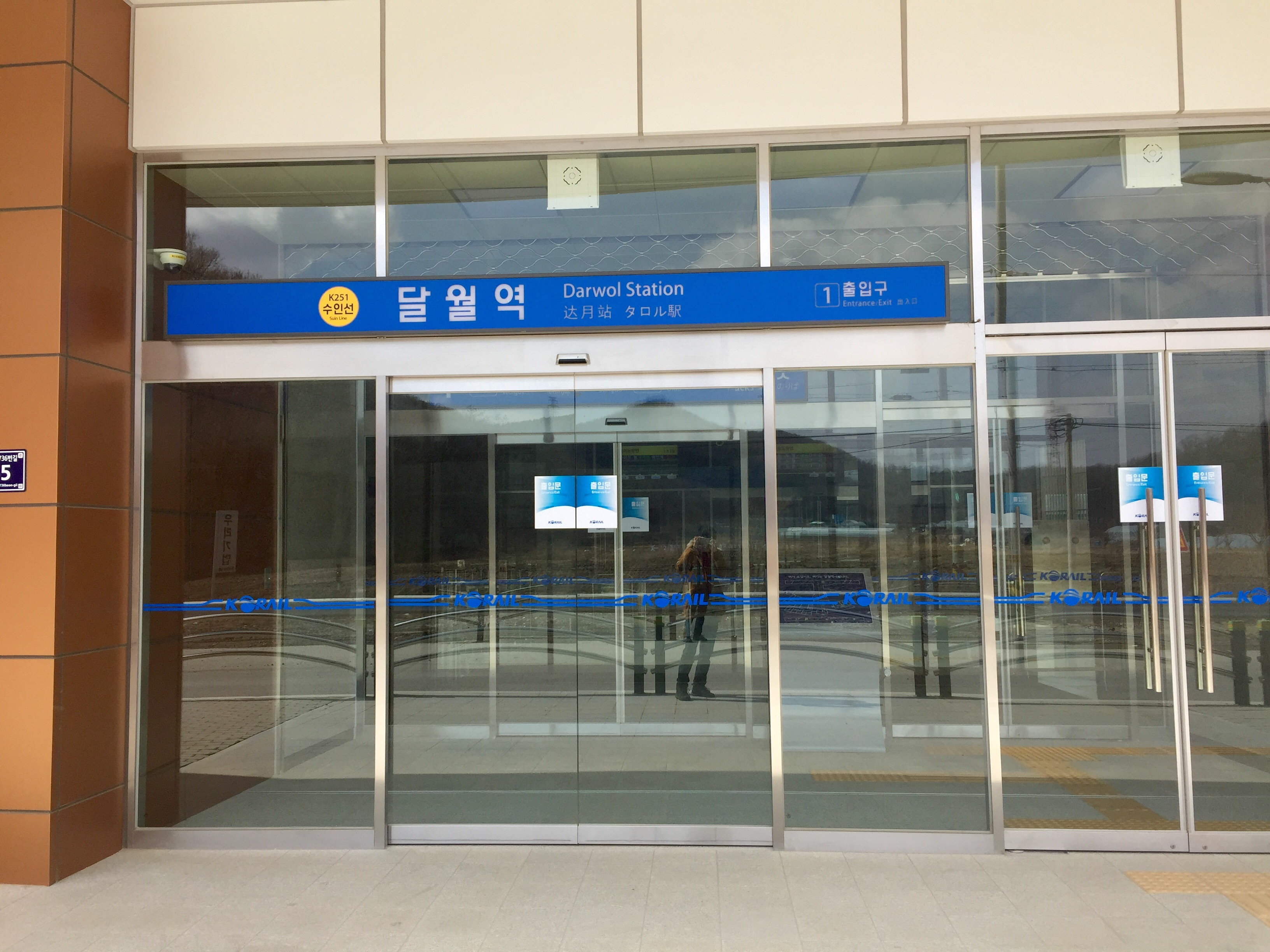
1번 출입구
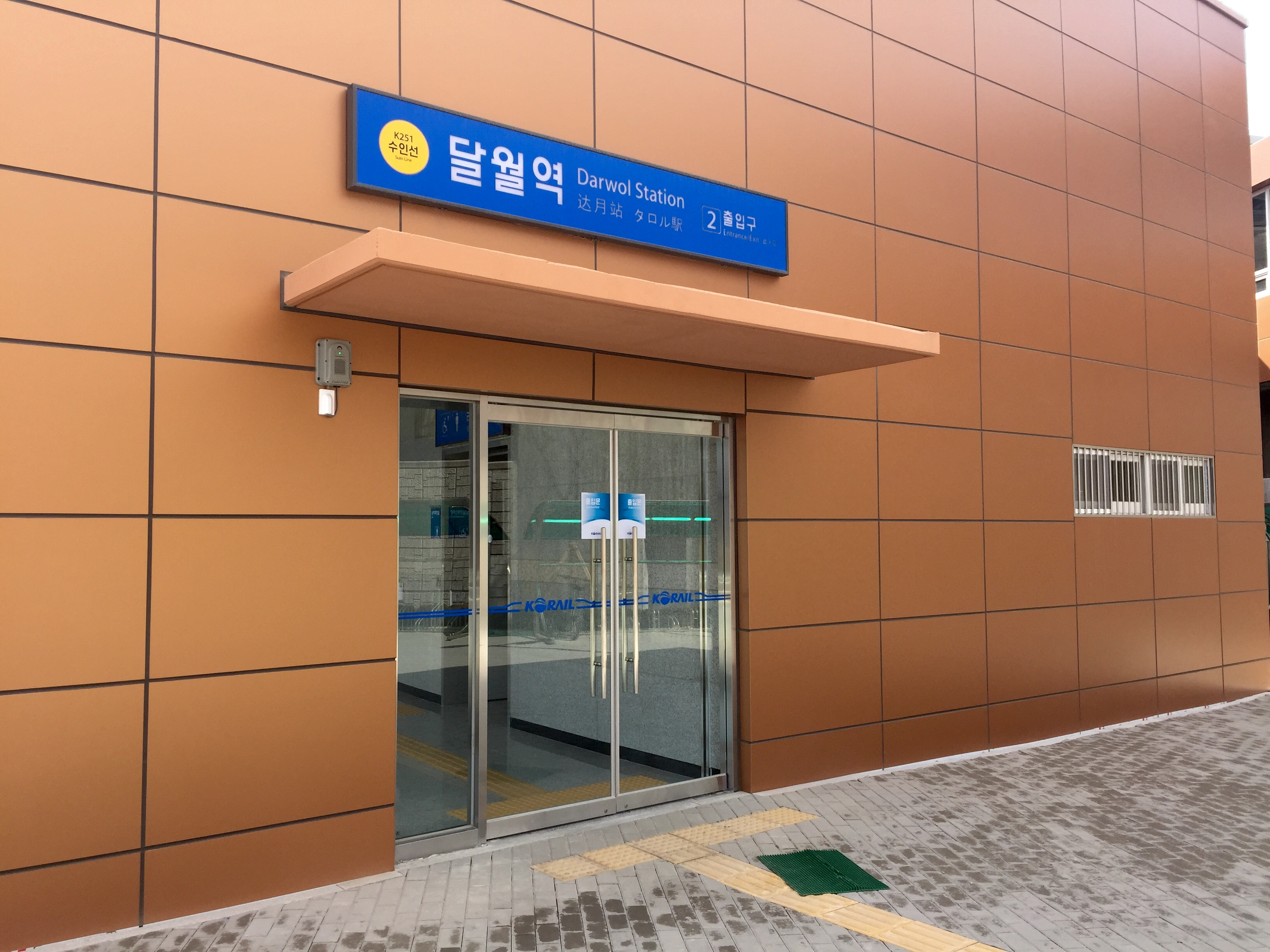
2번 출입구

## 인접한 역
| 수인선                  | 수인선                         | 수인선              |
| ----------------------- | ------------------------------ | ------------------- |
| K258 오이도 청량리 방면 | ● 수도권 전철 수인·분당선 완행 | K260 월곶 인천 방면 |